# 深宵危機保護中心
深宵危機保護中心隸屬於香港協青社，於2012年12月17日透過周大福慈善基金撥款1百萬港元成立，為到24歲以下、受到黑社會威脅，或者染上毒癮等問題困擾的青少年提供適當輔導，提供正當娛樂場地及設施，讓他們培養興趣及學習技能等，使到他們重拾自信，重返正途。

## 設施
深宵危機保護中心提供室內運動場、舞台、卡拉OK及網吧等設施。